# La Lima (kommun)
La Lima är en kommun i Honduras.   Den ligger i departementet Departamento de Cortés, i den västra delen av landet, 170 km norr om huvudstaden Tegucigalpa. Antalet invånare är 53 594.